# 河野静雲
河野 静雲（こうの せいうん、明治20年（1887年）11月6日 - 1974年1月24日）は、日本の時宗の僧、俳人。福岡県福岡市出身。

## 来歴
明治20年（1887年）福岡市官内町（現在の福岡市博多区中呉服町）一行寺の裏辻佛譽の三男に生まれる。6歳のとき、同市片土居町の時宗称名寺住職河野智眼の養子となる。
福岡県立尋常中学修猷館に入学するが1年で退学後、明治38年に時宗宗学林を卒業し、大正3年4月より同7年3月まで同学林寮監兼教師となる。
大正9年より時宗総本山執事・宮城県亘理町専念寺住職に就任し、同12年6月に辞任。福岡市馬出の称名寺に寄寓。
昭和24年に、俳誌『冬野』の誌友の援助により、福岡県筑紫郡大宰府町観世音寺月山に花鳥山佛心寺を創建。
昭和49年（1974年）に、86歳で死去。

### 俳歴
俳句は高浜虚子に師事し、大正3年5月より『ホトトギス』に投句。博多俳人の指導につとめ、大正14年には清原枴童の俳誌『木犀』の創刊に末永感来、角菁果らと共に協力する。昭和5年には『木犀』を継承。
昭和9年に『ホトトギス』の同人となる。昭和16年には福岡県下ホトトギス系俳誌5誌、『無花花八幡』・『数の子門司』・『やまたろ筑後』・『櫟（くぬぎ）大牟田』・『木犀』合併の俳誌『冬野』の主宰となる。
昭和43年にはKBC九州朝日放送文芸部俳句壇の担当となる。
句風は滑稽味にあふれ軽妙。

## 著書
- 句集『閻魔』（静雲句集「閻魔」刊行会、1940年）
- 句集『閻魔以後』（西日本新聞社、1973年）

## 受賞歴
- 昭和39年11月3日、西日本文化賞
- 昭和48年5月31日、福岡仏教連合会会長より感謝状、同年6月1日、法務大臣より感謝状